# I. e. 525
Évszázadok: i. e. 7. század – i. e. 6. század – i. e. 5. század
Évtizedek: i. e. 570-es évek – i. e. 560-as évek – i. e. 550-es évek – i. e. 540-es évek – i. e. 530-as évek – i. e. 520-as évek – i. e. 510-es évek – i. e. 500-as évek – i. e. 490-es évek – i. e. 480-as évek – i. e. 470-es évek
Évek: i. e. 530 – i. e. 529 – i. e. 528 – i. e. 527 –  i. e. 526 – i. e. 525 – i. e. 524 – i. e. 523 – i. e. 522 – i. e. 521 – i. e. 520

## Események
- Polükratész számoszi türannosz kölcsönadja flottáját II. Kambüszésznek egyiptomi hadjáratához
- II. Kambüszész perzsa uralkodó Pelusiumnál legyőzi a III. Pszammetik egyiptomi fáraó seregét, majd a Perzsa birodalomhoz csatolja Egyiptomot
- Pszammetik fáraó bukásával Egyiptomban véget ér a 26. dinasztia és Kambüszésszel megkezdődik a 27.
- A perzsa hódítással Egyiptomban megszűnik az Ámon isteni felesége főpapnői cím.
- Az etruszkok elfoglalják Pompeiit a görögöktől.
- Athénban arkhónná választják Kleiszthenészt Hippiasz türannisza idején

## Születések
- Aiszkhülosz athéni tragédiaköltő
- Themisztoklész athéni politikus

## Halálozások
- Anaximenész, a milétoszi iskola filozófusa